# Hatfield and the North
Hatfield and the North ist eine Progressive-Rock-Band aus der Canterbury-Szene, die von Oktober 1972 bis Juni 1975 bestand und sich danach einige Male wiederformierte.

## Geschichte
Sie entstand aus der Gruppe Delivery mit den Brüdern Phil (Gitarre, von Matching Mole) und Steve Miller (Tasteninstrumente), Pip Pyle (Schlagzeug, von Gong) und Richard Sinclair (Gesang und Bass, von Caravan). Nach einigen Konzerten noch unter dem Namen „Delivery“ und dem Austausch von Steve Miller durch Dave Sinclair (von Matching Mole und Caravan) benannte sich die Gruppe in „Hatfield and the North“ um.
Noch vor den ersten Aufnahmen wurde jedoch Dave Sinclair durch Dave Stewart von Egg ersetzt. Steve Miller gründete eine neue Formation von Delivery.
Es wurden zwei Alben aufgenommen, das nach der Band benannte Debüt Hatfield and the North und The Rotters’ Club, auf denen der Hintergrundgesang von den „Northettes“ stammte: Amanda Parsons, Barbara Gaskin and Ann Rosenthal. Auf der „Crisis Tour“ von 1974 traten Steve Miller und Lol Coxhill (ebenfalls ehemals bei Delivery) im Duo als Vorgruppe auf, und Coxhill unterstützte „Hatfield“ für gewöhnlich bei dem Titel Mumps.
Nach der Trennung von Hatfield and the North bildeten Phil Miller, Dave Stewart und Pip Pyle zusammen mit Alan Gowen von Gilgamesh die Gruppe National Health. Hatfield und Gilgamesh hatten ein paar gemeinsame Konzerte gegeben, darunter ein „Double Quartet“-Set, das gewissermaßen die Formation National Health vorwegnahm.

### Reunion
Im März 1990 reformierte sich die Gruppe kurz, um eine Fernsehsendung mit Phil Miller, Richard Sinclair und Pip Pyle zusammen mit Sophia Domancich (Keyboard, Pyles damalige Freundin und Bandkollegin aus „Equip’Out“) aufzuzeichnen.
Eine erneute Formation mit Alex Maguire von Pyles Gruppe „Bash!“, der Domancich ersetzte, gab Konzerte zwischen 2005 und 2006. Auf einigen davon wurde Pyle, der sich das Fußgelenk gebrochen hatte und zudem eine Rückenoperation kurierte, durch Mark Fletcher von der Gruppe „In Cahoots“ ersetzt. Pyle starb im August 2006 nach der Rückreise von einem Hatfield-Konzert in Groningen. Nach dem Tod Pyles spielte Hatfield noch einige Konzerte mit Mark Fletcher, darunter auf dem Canterbury Festival im Oktober 2006.
Zwischen 2005 und 2006 veröffentlichte die Gruppe auch die zwei Archivkollektionen Hatwise Choice und Hattitude mit Aufnahmen der klassischen Miller-Pyle-Sinclair-Stewart-Formation, die von dem britischen Internetlabel Burning Shed vertrieben werden.

## Diskografie
- Hatfield and the North (Studioalbum, Virgin 1974; CD, Virgin 1990)
- The Rotters’ Club (Studioalbum, Virgin 1975; CD, Virgin 1990)
- Afters (Virgin, 1980)
- Live 1990 (Live-Album, Demon, 1993)
- Hatwise Choice: Archive Recordings 1973–1975, Volume 1 (Hatco CD73-7501, vertrieben von Burning Shed, 2005)
- Hattitude: Archive Recordings 1973–1975, Volume 2 (Hatco CD73-7502, vertrieben von Burning Shed, 2006)

## Filmografie
- 2015: Romantic Warriors III: Canterbury Tales (DVD)